# Cabra galega
A cabra galega é uma raça de cabras de origem galega. No ano 2012 o número total de exemplares era de 622 (514 fêmeas e 108 machos) distribuídos em 64 explorações pecuárias. São animais muito adaptadas ao meio ambiente e, segundo o Invesaga (Investigación en Sanidade Animal de Galicia) apresentam mais resistência às infecções que outras raças caprinas, como por exemplo a Fascíola.

## Distribuição geográfica
Em geral, os exemplares da raça caprina galega encontram-se dispersos nas zonas de montanha, principalmente, nas províncias de Lugo e Ourense.

## Morfologia
As cabras galegas são animais de perfil recto ou subcóncavo, eumétricos, e de grande dimorfismo sexual. A sua pelagem é uniforme, de cor acastanhada ou loiro com diferentes tons, e é considerado desqualificativo para a raça a presença de manchas brancas. A forma dos cornos das fêmeas são arqueados para atrás, estes nascem separados e crescem paralelamente. Nos machos são em caracol, alongados e de maior tamanho que os das fêmeas.
Os machos têm barba ou pera, e em certas ocasiões aparece de forma rudimentar nas fêmeas. Os machos são maiores que as fêmeas, atingindo estes primeiro uma altura até a cruz de 75 cm e pesando 70 quilos em média. As fêmeas têm uma altura de 65 cm e um peso de 55 quilos.